# Combate de Laguna Sirena
O combate de Laguna Sirena (também combate de Atajo) se deu na Guerra do Paraguai, no dia 17 de abril de 1866, próximo do Passo da Pátria, entre brasileiros e paraguaios.

## Contexto
O general brasileiro Manuel Luís Osório, acompanhado de onze soldados, desejava ser o primeiro aliado a pisar em território paraguaio. Após ele, tropas do 2.º VP, 11.º da Linha e da divisão do comandante Alexandre Gomes de Argolo Ferrão Filho também adentraram à região. A laguna localizava-se próximo do Passo da Pátria, entre as confluências do rio Paraná e Paraguai. Na noite anterior ao combate principal, cerca de 2 mil soldados paraguaios se apresentaram, e as forças brasileiras, que estavam montando acampamento, conseguiram atacar e afastá-los. Após este confronto, os imperiais acreditaram que os paraguaios realizariam um contra-ataque.

## O combate
Na madrugada do dia 17 de abril, 3 200 ou 4 mil soldados paraguaios, sob comando do coronel Basílio Benitez, retornaram e atacaram as forças brasileiras. Osório já pressentia o ataque, e havia organizado a defesa com tropas da 1.ª Divisão. No início do combate, o general enviou o coronel Jacinto Machado e, com dois batalhões, flanqueou as colunas paraguaias que mudaram a posição do ataque. Aproveitando dessa mudança, Osório ordenou uma carga à baioneta sobre o inimigo, que recuou e sofreu a perda de 500 homens, entre mortos e feridos, duas peças de artilharia e uma bandeira. Os brasileiros tiveram 337 baixas. Em seu diário, o coronel uruguaio Pallejo elogiou a ação do general brasileiro: "Até agora o bravo Osório sustentou, sozinho, o combate com seus brasileiros, que se cobriram de glória, tanto ontem quanto hoje: justiça ao mérito".

## Consequências
A primeira vitória brasileira em território inimigo elevou o moral das tropas, além de ter garantido um desembarque seguro das forças aliadas.